# Нено (дистрикт)
Не́но (англ. Neno) — дистрикт у складі Південного регіону Малаві.
Адміністративний центр — селище Нено.
Дистрикт утворений 2003 року шляхом відокремлення від дистрикту Мванза.

## Населення
Населення — 138291 особа (2018, 108339 у 2008).
Національний склад:
- нгоні — 66,4 %
- ломве — 13,1 %
- чева — 9,6 %
- манганджа — 4,8 %
- яо — 2,1 %
- сена — 2,0 %
- тумбука — 0,5 %
- інші — 1,5 %

## Склад
Дистрикт складається з 5 адмінодиниць третього порядку:
| Громада, населений пункт   | Площа, км² | Населення, осіб (2018) | Центр |
| -------------------------- | ---------- | ---------------------- | ----- |
| Вищі традиційні громади    |            |                        |       |
| Традиційні громади         |            |                        |       |
| Дамбе                      | 278,5      | 33130                  | -     |
| Млаулі                     | 562,7      | 35569                  | -     |
| Саймон-Ліконгве            | 406,9      | 43657                  | -     |
| Чекучеку                   | 303,6      | 23652                  | -     |
| Центральні населені пункти |            |                        |       |
| Нено                       | 2,5        | 2283                   | -     |
| Природоохоронні території  |            |                        |       |